# 马尔纳泰 (瓦雷泽省南)
马尔纳泰（義大利語：Marnate），是意大利瓦雷泽省的一个市镇。总面积4.81平方公里，人口7044人，人口密度1464.4人/平方公里（2009年）。国家统计（ISTAT）代码为012098。